# Алекна, Миколас
Миколас Алекна (лит. Mykolas Alekna; род. 28 сентября 2002, Вильнюс) — литовский метатель диска, серебряный призёр Олимпийских игр 2024 года, чемпион Европы 2022 года, серебряный призёр чемпионата мира 2022 года и бронзовый чемпионата мира 2023 года. В возрасте 19 лет он завоевал серебряную медаль чемпионата мира 2022 года, став самым молодым призёром чемпионата мира по метанию диска в истории. Рекордсмен мира в метании диска с 14 апреля 2024 года.

## Биография
Миколас — сын двукратного олимпийского чемпиона по метанию диска Виргилиюса Алекны. Его старший брат Мартинас Алекна (род. 2000) также является метателем диска, входит в сборную Литвы, участвовал в Олимпийских играх 2024 года. Сестра Габриэле Алекнайте занимается прыжками в длину.
В июне 2022 года 19-летний Миколас установил свой новый личный рекорд — 69,81 м, заняв второе место на соревнованиях Бриллиантовой лиги в Стокгольме, что стало рекордом в метании диска среди спортсменов этого возраста. На чемпионате мира 2022 года, проходившем в июле в Юджине, штат Орегон, он уступил только Кристьяну Чеху, став самым молодым призёром чемпионата мира по метанию диска в истории. Менее чем через месяц на чемпионате Европы 2022 года в Мюнхене Алекна стал чемпионом, установив рекорд чемпионатов Европы (69,78 м).
29 апреля 2023 года на турнире Big Meet в Беркли, Калифорния, Алекна стал самым молодым метателем диска в истории, преодолевшим отметку в 70 метров и установив новый рекорд Европы среди спортсменов не старше 23 лет.
На чемпионате мира 2023 года в Будапеште Миколас с результатом 68,85 м стал бронзовым призёром.
14 апреля 2024 года на соревнованиях Oklahoma Throws Series в Рамоне, штат Оклахома, Алекна побил мировой рекорд, установленный в июне 1986 года Юргеном Шультом из ГДР и составлявший 74,08 м. За пять первых попыток Алекна трижды улучшал личный рекорд, поднявшись на 10-е, затем на 4-е и, наконец, на 1-е место в списке обладателей самых дальних бросков в истории (соответственно, 72,21 м, 72,89 м и 74,35 м). Рекорд Шульта был старейшим в мужской лёгкой атлетике.
В начале июня 2024 года на чемпионате Европы в Риме занял третье место с результатом 67,48 м.
7 августа 2024 года на Олимпийских играх в Париже завоевал серебро в метании диска. Миколас метнул во второй попытке финала на 69,97 м и побил олимпийский рекорд своего отца, установленный в 2004 году, на 8 см. Однако Роже Стона с Ямайки в четвёртой попытке метнул на 3 см дальше Миколаса и выиграл золото.
13 апреля 2025 года метнул диск на 75,56 м на соревнованиях в Оклахоме (там же, где побил мировой рекорд в 2024 году). При этом Алекна превысил мировой рекорд и ещё одним броском на 74,89 м.

## Награды
- Офицер ордена Великого князя Литовского Гядиминаса (27 декабря 2024 года)[6].
- Кавалер ордена Великого князя Литовского Гядиминаса (14 февраля 2023 года)[7]